# 2011–2012-es spanyol labdarúgókupa
A Copa del Rey 2011–12-es kiírása volt a spanyol labdarúgókupa 108. idénye. A kupasorozat 2011 augusztusában kezdődött, és 2012 májusában ért véget.
A címvédő a Real Madrid volt, amely azonban az elődöntőben kiesett a későbbi győztes Barcelona ellen. A kupagyőzelem immár a huszonötödik volt a katalán klub történetében.
A gólkirályi címet a harmadosztályú CD Mirandés támadója, Pablo Infante szerezte meg.

## Részt vevő csapatok
A La Liga húsz csapata:
| - Almería - Athletic Club - Atlético de Madrid - Barcelona - Deportivo La Coruña - Espanyol - Getafe - Hércules - Levante - Málaga | - Mallorca - Osasuna - Racing Santander - Real Madrid - Real Sociedad - Sevilla - Sporting de Gijón - Valencia - Villarreal - Zaragoza |

A Segunda División 20 csapata (a Barcelona B és a Villarreal B tartalékcsapat révén nem vehetett részt):
| - Albacete - Alcorcón - Betis - Cartagena - Celta - Córdoba - Elche - Gimnàstic - Girona - Granada | - Huesca - Las Palmas - Numancia - Ponferradina - Rayo Vallecano - Recreativo - Salamanca - Tenerife - Valladolid - Xerez |

A Segunda División B huszonhat csapata. Ezek a négy csoport legjobb 5 csapata (kivéve a tartalékcsapatokat) és a hat legmagasabb pontszámmal rendelkező klub a fennmaradó nem tartalékcsapatok közül (*):
| - Lugo - Guadalajara - Leganés - Alcalá - Vecindario - Eibar - Mirandés - Alavés - Real Unión - Palencia - Sabadell - Badalona - Alcoyano | - Orihuela - Lleida Esportiu - Real Murcia - Melilla - Cádiz - San Roque - Ceuta - Logroñés* - Real Oviedo* - L’Hospitalet* - Sant Andreu* - Roquetas* - Real Jaén* |

A Tercera División tizennyolc csapata. Ebből az osztályból az egyes csoportok bajnokcsapatai kvalifikálták magukat, vagy ha ezek tartalékcsapatok, akkor a legmagasabb ponttal rendelkező nem bajnokok (*):
| - Cerceda - Marino - Noja - Amorebieta - Llagostera - Olímpic Xàtiva - Alcobendas Sport - Burgos - Comarca de Níjar | - Linense - Manacor - Lanzarote - UCAM Murcia - Villanovense - Tudelano - Náxara - Andorra - Toledo |

## Lebonyolítás
Az első, a második, a harmadik körből továbbjutó csapatok sorsa egy mérkőzésen dől el. A negyedik, az ötödik kör már oda-visszavágós rendszerben megy végbe, hasonlóan a negyeddöntőkhöz és az elődöntőkhöz. A döntő ismét egy mérkőzésből áll.

## Első kör
A mérkőzéseket augusztus 31-én rendezték.
Az Alcalá, a Cádiz, a Sant Andreu, a San Roque, az Albacete, a Roquetas, az Orihuela és az Alavés játék nélkül továbbjutott.
| 2011. augusztus 31. 19:00 |

| Amorebieta | 0–1         | Mirandés    |
| ---------- | ----------- | ----------- |
|            | Jegyzőkönyv | Agustín 54' |

|  |

| 2011. augusztus 31. 21:00 |

| Linense                      | 3–1               | Badalona    |
| ---------------------------- | ----------------- | ----------- |
| Bello 16' Isaac 18' Díaz 60' | (2–0) Jegyzőkönyv | Mariano 58' |

|  |

| 2011. augusztus 31. 18:00 |

| Noja                     | 2–1 (h.u. )       | Unión               |
| ------------------------ | ----------------- | ------------------- |
| Lázaro 40' Portilla 104' | (1–0) Jegyzőkönyv | Romo 69' (11-esből) |

|  |

| 2011. augusztus 31. 20:30 |

| Palencia             | 1–3                 | Logroñés                  |
| -------------------- | ------------------- | ------------------------- |
| Reyes 72' (11-esből) | (0 - 2) Jegyzőkönyv | Suárez 26' García 31' 66' |

|  |

| 2011. augusztus 31. 21:30 |

| Real Jaén                      | 3–0               | Ceuta |
| ------------------------------ | ----------------- | ----- |
| Joselu 13' Cobo 25' Cascón 48' | (2–0) Jegyzőkönyv |       |

|  |

| 2011. augusztus 31. 19:00 |

| UCAM                                                                   | 1–0                 | Níjar                                                                |
| ---------------------------------------------------------------------- | ------------------- | -------------------------------------------------------------------- |
|                                                                        | (0 - 0) Jegyzőkönyv |                                                                      |
| Büntetőpárbaj                                                          |                     |                                                                      |
| Juachi Agustín Quintero Salinas Pando Rabadán Cánovas Menchón Morillas | 7–6                 | López Antonio José José David Abel Mérida Gabri Javilín Mora Roberto |

|  |

| 2011. augusztus 31. 22:00 |

| Melilla | 0–1               | Villanovense |
| ------- | ----------------- | ------------ |
|         | (0–1) Jegyzőkönyv | Raúl 1'      |

|  |

| 2011. augusztus 31. 20:00 |

| Luanco                                    | 3–1 (h.u.)        | Toledo       |
| ----------------------------------------- | ----------------- | ------------ |
| Villanueva 37' Carnero 93' Fernández 100' | (1–1) Jegyzőkönyv | Espinosa 32' |

|  |

| 2011. augusztus 31. 19:00 |

| Andorra                    | 3–1               | Lleida    |
| -------------------------- | ----------------- | --------- |
| Morales 29' 83' Drulić 89' | (1–0) Jegyzőkönyv | Milla 80' |

|  |

| 2011. augusztus 31. 20:30 |

| Burgos | 0–1               | Eibar           |
| ------ | ----------------- | --------------- |
|        | (0–1) Jegyzőkönyv | Arruabarrena 4' |

|  |

| 2011. augusztus 31. 20:30 |

| Alcobendas | 0–1               | Lanzarote  |
| ---------- | ----------------- | ---------- |
|            | (0–0) Jegyzőkönyv | Toñito 71' |

|  |

| 2011. augusztus 31. 18:00 |

| Tudelano                                      | 2–3               | Ponferradina                           |
| --------------------------------------------- | ----------------- | -------------------------------------- |
| Miñes 29' Mena 73'                            | (1–2) Jegyzőkönyv | Rodríguez 10' Valle 44'                |
| Büntetőpárbaj                                 |                   |                                        |
| Apesteguia Pérez Esparza Martí Mena Lumbreras | 4–5               | Jonathan Baró Ruiz Alcaide Máyor Valle |

|  |

| 2011. augusztus 31. 20:30 |

| Llagostera                           | 4–2               | Xátiva                   |
| ------------------------------------ | ----------------- | ------------------------ |
| Pi 32' Mas 52' Amagat 61' Santos 89' | (1–1) Jegyzőkönyv | da Silva 44' Fuentes 65' |

|  |

| 2011. augusztus 31. 20:30 |

| Cerceda                 | 2–0               | Tenerife |
| ----------------------- | ----------------- | -------- |
| Fernández 57' Gómez 83' | (0–0) Jegyzőkönyv |          |

|  |

| 2011. augusztus 31. 20:30 |

| Leganés                   | 3–1               | Vecindario |
| ------------------------- | ----------------- | ---------- |
| Tonino 38' Víctor 56' 73' | (1–1) Jegyzőkönyv | Ortega 14' |

|  |

| 2011. augusztus 31. 17:00 |

| Manacor    | 1–4                 | L’Hospitalet                                                     |
| ---------- | ------------------- | ---------------------------------------------------------------- |
| Barbón 81' | (0 - 3) Jegyzőkönyv | Prats 20' (11-esből) Corominas 24' Cirio 37' (11-esből) Haro 75' |

|  |

## Második kör
A mérkőzéseket szeptember 6–8 között játszották.
| 2011. szeptember 6. 22:00 |

| Murcia | 0–1                 | Córdoba   |
| ------ | ------------------- | --------- |
|        | (0 - 0) Jegyzőkönyv | Quero 90' |

|  |

| 2011. szeptember 7. 21:00 |

| Huesca      | 1–0                 | Xerez |
| ----------- | ------------------- | ----- |
| Roberto 46' | (0 - 0) Jegyzőkönyv |       |

|  |

| 2011. szeptember 8. 22:00 |

| Celta Vigo           | 2–0 (h.u.)          | Las Palmas |
| -------------------- | ------------------- | ---------- |
| Tomás 96' Aspas 120' | (0 - 0) Jegyzőkönyv |            |

|  |

| 2011. szeptember 8. 20:00 |

| Valladolid                                | 6–0               | Nàstic |
| ----------------------------------------- | ----------------- | ------ |
| Pérez 4' Jofre 11' Alemán 22' 40' 43' 58' | (5–0) Jegyzőkönyv |        |

|  |

| 2011. szeptember 7. 20:30 |

| Mirandés                             | 3–1               | Linense   |
| ------------------------------------ | ----------------- | --------- |
| Lambarri 1' Barahona 28' Infante 89' | (2–1) Jegyzőkönyv | Guerra 5' |

|  |

| 2011. szeptember 7. 18:00 |

| Noja | 0 - 2               | Logroñés                       |
| ---- | ------------------- | ------------------------------ |
|      | (0 - 0) Jegyzőkönyv | Osado 80' (11-esből) Iñaki 90' |

|  |

| 2011. szeptember 7. 17:00 |

| Albacete             | 1–0               | Real Jaén |
| -------------------- | ----------------- | --------- |
| Servando 38' (öngól) | (1–0) Jegyzőkönyv |           |

|  |

| 2011. szeptember 7. 18:00 |

| UCAM | 0–1                 | Deportivo Alavés |
| ---- | ------------------- | ---------------- |
|      | (0 - 0) Jegyzőkönyv | Rubio 46'        |

|  |

| 2011. augusztus 31. 20:45 |

| Real Oviedo                    | 1 - 1             | Salamanca                             |
| ------------------------------ | ----------------- | ------------------------------------- |
| Falcón 44'                     | (1–0) Jegyzőkönyv | Álvarez 77' (öngól)                   |
| Büntetőpárbaj                  |                   |                                       |
| Abasolo Negredo Sanz Moré Diop | 3–2               | De Lucas Muñoz Márquez Cuadrado Reyes |

|  |

| 2011. szeptember 7. 20:00 |

| Sant Andreu | 0–1               | Orihuela  |
| ----------- | ----------------- | --------- |
|             | (0–1) Jegyzőkönyv | Gómez 10' |

|  |

| 2011. szeptember 7. 21:00 |

| Cádiz                                | 3–1               | Alcalá       |
| ------------------------------------ | ----------------- | ------------ |
| Akinsola 33' Dioni 88' Pegalajar 89' | (1–1) Jegyzőkönyv | Rodellar 28' |

|  |

| 2011. szeptember 7. 21:00 |

| San Roque                       | 2–0                 | Villanovense |
| ------------------------------- | ------------------- | ------------ |
| Arroyo 63' Rubio 82' (11-esből) | (0 - 0) Jegyzőkönyv |              |

|  |

| 2011. szeptember 7. 20:00 |

| Luanco                            | 2–3               | Andorra                  |
| --------------------------------- | ----------------- | ------------------------ |
| Carnero 24' Hermes 45' (11-esből) | (2–1) Jegyzőkönyv | Drulić 18' Fonsi 79'     |
| Büntetőpárbaj                     |                   |                          |
| Prieto Álex Castaño Cuenca        | 2–4               | Drulić Fonsi Gómez Reche |

|  |

| 2011. szeptember 6. 20:00 |

| Alcorcón              | 2–1                 | Sabadell    |
| --------------------- | ------------------- | ----------- |
| Quini 87' Abraham 89' | (0 - 0) Jegyzőkönyv | Miranda 86' |

|  |

| 2011. szeptember 7. 21:00 |

| Cartagena                    | 0–1                 | Numancia                           |
| ---------------------------- | ------------------- | ---------------------------------- |
|                              | (0 - 0) Jegyzőkönyv |                                    |
| Büntetőpárbaj                |                     |                                    |
| Dimas Torres Lafuente Josemi | 3–5                 | Álvarez Bedoya Sunny Cedric Ladero |

|  |

| 2011. szeptember 7. 20:00 |

| Deportivo                          | 5–1               | Girona  |
| ---------------------------------- | ----------------- | ------- |
| Lassad 10' 65' 70' 73' Salomão 79' | (1–1) Jegyzőkönyv | Vela 3' |

|  |

| 2011. szeptember 7. 20:00 |

| Hércules                             | 3–2 (h.u.) 0–3 (utólag) | Alcoyano          |
| ------------------------------------ | ----------------------- | ----------------- |
| Vera 87' 117' Michel 105' (11-esből) | (0 - 0) Jegyzőkönyv     | Monterde 74' 119' |

|  |

| 2011. szeptember 7. 20:30 |

| Eibar                              | 4–0               | Lanzarote |
| ---------------------------------- | ----------------- | --------- |
| Ros 36' Altuna 37' 83' Tornero 90' | (2–0) Jegyzőkönyv |           |

|  |

| 2011. szeptember 7. 20:30 |

| Ponferradina                      | 3–0                 | Roquetas |
| --------------------------------- | ------------------- | -------- |
| Yuri 50' (11-esből) 65' Valle 81' | (0 - 0) Jegyzőkönyv |          |

|  |

| 2011. szeptember 7. 20:30 |

| Llagostera         | 2–1 hu.           | Cerceda       |
| ------------------ | ----------------- | ------------- |
| Valho 86' Mas 116' | (0–1) Jegyzőkönyv | Fernández 43' |

|  |

| 2011. szeptember 7. 19:00 |

| L’Hospitalet                 | 3–2               | Leganés                |
| ---------------------------- | ----------------- | ---------------------- |
| Cirio 28' Prats 66' Pitu 77' | (1–1) Jegyzőkönyv | Tonino 34' Cabrera 87' |

|  |

| 2011. szeptember 7. 21:00 |

| Almeria                 | 2–0 hu.             | Guadalajara |
| ----------------------- | ------------------- | ----------- |
| Soriano 115' Ulloa 119' | (0 - 0) Jegyzőkönyv |             |

|  |

| 2011. szeptember 7. 20:00 |

| Huelva | 0 - 2               | Elche                          |
| ------ | ------------------- | ------------------------------ |
|        | (0 - 2) Jegyzőkönyv | Zamora 17' (öngól) Palanca 22' |

|  |

## Harmadik kör
A harmadik kör sorsolását 2011. szeptember 15-én tartották, a mérkőzéseket pedig október 12-én játszották.
A Real Oviedo játék nélkül továbbjutott.
| 2011. október 12. 18:00 |

| Córdoba                             | 2–1                 | Huesca                                 |
| ----------------------------------- | ------------------- | -------------------------------------- |
| Charles 59'                         | (0 - 0) Jegyzőkönyv | Corona 89'                             |
| Büntetőpárbaj                       |                     |                                        |
| Charles Pepe Díaz Quero López Silva | 3–2                 | Camacho Roberto Sastre Sorribas Gilvan |

|  |

| 2011. október 12. 12:00 |

| Celta Vigo                                | 4–1               | Valladolid    |
| ----------------------------------------- | ----------------- | ------------- |
| Català 10' Toni 49' Bermejo 69' Aspas 78' | (1–0) Jegyzőkönyv | Marquitos 82' |

|  |

| 2011. október 12. 18:00 |

| Mirandés                                     | 3–1               | Logroñés |
| -------------------------------------------- | ----------------- | -------- |
| Albistegi 17' (öngól) Arroyo 25' Agustín 74' | (2–0) Jegyzőkönyv | Manu 52' |

|  |

| 2011. október 12. 19:00 |

| Albacete | 1–0               | Alavés |
| -------- | ----------------- | ------ |
| Calle 4' | (1–0) Jegyzőkönyv |        |

|  |

| 2011. október 12. 18:00 |

| Orihuela    | 1–3                 | Cádiz                       |
| ----------- | ------------------- | --------------------------- |
| Francis 83' | (0 - 2) Jegyzőkönyv | Ikechi 14' Akinsola 43' 50' |

|  |

| 2011. október 12. 18:00 |

| Andorra     | 1–3                 | San Roque                 |
| ----------- | ------------------- | ------------------------- |
| Morales 83' | (0 - 2) Jegyzőkönyv | Berrocal 7' Rubio 13' 72' |

|  |

| 2011. október 12. 16:00 |

| Alcorcón              | 2–1               | Numancia          |
| --------------------- | ----------------- | ----------------- |
| Miguélez 5' Riera 44' | (2–1) Jegyzőkönyv | Díaz de Cerio 32' |

|  |

| 2011. október 12. 22:00 |

| Deportivo          | 2–1               | Alcoyano |
| ------------------ | ----------------- | -------- |
| Lamas 32' Riki 66' | (1–0) Jegyzőkönyv | Gato 72' |

|  |

| 2011. október 12. 20:00 |

| Eibar | 0–1               | Ponferradina |
| ----- | ----------------- | ------------ |
|       | (0–1) Jegyzőkönyv | Yuri 24'     |

|  |

| 2011. október 12. 19:30 |

| Llagostera | 0–1               | L’Hospitalet |
| ---------- | ----------------- | ------------ |
|            | (0–1) Jegyzőkönyv | Agustín 44'  |

|  |

| 2011. október 12. 20:00 |

| Almería     | 1–0                 | Elche |
| ----------- | ------------------- | ----- |
| Soriano 89' | (0 - 0) Jegyzőkönyv |       |

|  |

## Végső szakasz
A legjobb 32 sorsolását 2011. október 14-én, 13:00-kor tartották a madridi La Ciudad del Fútbolban.
Az előző évekhez hasonlóan ezúttal is öt kalapba osztották a még versenyben maradt csapatokat: az elsőben a harmadosztály csapatai kaptak helyet, a 2a-ban és a 2-ben az első osztály azon csapatai, akik a BL-ben, illetve az Európa-Ligában is részt vettek, a 3-as számúba a másodosztály, a 4-esbe pedig az első osztály fennmaradó csapatai kerültek.
| 1-es kalap (Segunda División B)                                         | 2a kalap (Bajnokok Ligája)                          | 2b kalap (Európa- Liga)                  | 3-as kalap (Segunda División)                      | 4-es kalap (A Primera División fennmaradó csapatai)                                                                        |
| ----------------------------------------------------------------------- | --------------------------------------------------- | ---------------------------------------- | -------------------------------------------------- | --- |
| Albacete Cádiz L’Hospitalet Mirandés Real Oviedo Ponferradina San Roque | Real Madrid (címvédő) Barcelona Valencia Villarreal | Athletic Club Atlético de Madrid Sevilla | Alcorcón Almería Celta Córdoba Deportivo La Coruña | Betis Espanyol Getafe Granada Levante Málaga Mallorca Osasuna Racing Santander Rayo Vallecano Real Sociedad Gijón Zaragoza |

### Ágrajz
|  | Legjobb 32         | Legjobb 32 | Legjobb 32 | Legjobb 32 |  |  | Nyolcaddöntők     | Nyolcaddöntők | Nyolcaddöntők   | Nyolcaddöntők |   |   | Negyeddöntők  | Negyeddöntők | Negyeddöntők  | Negyeddöntők |   |   | Elődöntők | Elődöntők | Elődöntők | Elődöntők |  |  | Döntő | Döntő |  |
|  |                    |            |            |            |  |  |                   |               |                 |               |   |   |               |              |               |              |   |   |           |           |           |           |  |  |       |       |  |
|  | Córdoba (i.g.)     | 1          | 1          | 2          |  |  |                   |               |                 |               |   |   |               |              |               |              |   |   |           |           |           |           |  |  |       |       |  |
|  | Betis              | 0          | 2          | 2          |  |  | Córdoba           | 2             | 2               | 4             |   |   |               |              |               |              |   |   |           |           |           |           |  |  |       |       |  |
|  | Celta Vigo         | 0          | 2          | 2          |  |  | Espanyol          | 1             | 4               | 5             |   |   |               |              |               |              |   |   |           |           |           |           |  |  |       |       |  |
|  | Espanyol           | 0          | 4          | 4          |  |  |                   |               |                 |               |   |   | Espanyol      | 3            | 1             | 4            |   |   |           |           |           |           |  |  |       |       |  |
|  | Mirandés           | 1          | 2          | 3          |  |  |                   |               | Mirandés (i.g.) | 2             | 2 | 4 |               |              |               |              |   |   |           |           |           |           |  |  |       |       |  |
|  | Villarreal         | 1          | 0          | 1          |  |  | Mirandés          | 2             | 1               | 3             |   |   |               |              |               |              |   |   |           |           |           |           |  |  |       |       |  |
|  | Santander (i.g.)   | 3          | 3          | 6          |  |  | Racing            | 0             | 1               | 1             |   |   |               |              |               |              |   |   |           |           |           |           |  |  |       |       |  |
|  | Vallecano          | 2          | 4          | 6          |  |  |                   |               |                 |               |   |   | Mirandés      | 1            | 2             | 3            |   |   |           |           |           |           |  |  |       |       |  |
|  | Albacete Balompié  | 2          | 1          | 3          |  |  |                   |               |                 |               |   |   |               |              | Athletic Club | 2            | 6 | 8 |           |           |           |           |  |  |       |       |  |
|  | Atlético de Madrid | 1          | 0          | 1          |  |  | Albacete Balompié | 0             | 0               | 0             |   |   |               |              |               |              |   |   |           |           |           |           |  |  |       |       |  |
|  | Oviedo             | 0          | 0          | 0          |  |  | Athletic Club     | 0             | 4               | 4             |   |   |               |              |               |              |   |   |           |           |           |           |  |  |       |       |  |
|  | Athletic Club      | 1          | 1          | 2          |  |  |                   |               |                 |               |   |   | Athletic Club | 2            | 1             | 3            |   |   |           |           |           |           |  |  |       |       |  |
|  | Real Sociedad      | 4          | 1          | 5          |  |  |                   |               | Mallorca        | 0             | 0 | 0 |               |              |               |              |   |   |           |           |           |           |  |  |       |       |  |
|  | Granada            | 1          | 2          | 3          |  |  | Real Sociedad     | 2             | 1               | 3             |   |   |               |              |               |              |   |   |           |           |           |           |  |  |       |       |  |
|  | Mallorca           | 0          | 2          | 2          |  |  | RCD Mallorca      | 0             | 6               | 6             |   |   |               |              |               |              |   |   |           |           |           |           |  |  |       |       |  |
|  | Gijón              | 1          | 0          | 1          |  |  |                   |               |                 |               |   |   | Athletic Club | 0            |               |              |   |   |           |           |           |           |  |  |       |       |  |
|  | Cádiz              | 0          | 0          | 0          |  |  |                   |               |                 |               |   |   |               |              |               |              |   |   |           |           | Barcelona | 3         |  |  |       |       |  |
|  | Valencia           | 0          | 4          | 4          |  |  | Valencia (i.g.)   | 1             | 1               | 2             |   |   |               |              |               |              |   |   |           |           |           |           |  |  |       |       |  |
|  | San Roque          | 0          | 1          | 1          |  |  | Sevilla           | 0             | 2               | 2             |   |   |               |              |               |              |   |   |           |           |           |           |  |  |       |       |  |
|  | Sevilla            | 1          | 2          | 3          |  |  |                   |               |                 |               |   |   | Valencia      | 4            | 3             | 7            |   |   |           |           |           |           |  |  |       |       |  |
|  | Alcorcón           | 1          | 2          | 3          |  |  |                   |               | Levante         | 1             | 0 | 1 |               |              |               |              |   |   |           |           |           |           |  |  |       |       |  |
|  | Zaragoza           | 1          | 0          | 1          |  |  | Alcorcón          | 2             | 0               | 2             |   |   |               |              |               |              |   |   |           |           |           |           |  |  |       |       |  |
|  | Deportivo          | 3          | 1          | 4          |  |  | Levante           | 1             | 4               | 5             |   |   |               |              |               |              |   |   |           |           |           |           |  |  |       |       |  |
|  | Levante (h.u.)     | 1          | 4          | 5          |  |  |                   |               |                 |               |   |   | Valencia      | 1            | 0             | 1            |   |   |           |           |           |           |  |  |       |       |  |
|  | Ponferradina       | 0          | 1          | 1          |  |  |                   |               |                 |               |   |   |               |              | Barcelona     | 1            | 2 | 3 |           |           |           |           |  |  |       |       |  |
|  | Real Madrid        | 2          | 5          | 7          |  |  | Real Madrid       | 3             | 1               | 4             |   |   |               |              |               |              |   |   |           |           |           |           |  |  |       |       |  |
|  | Getafe             | 0          | 2          | 2          |  |  | Málaga            | 2             | 0               | 2             |   |   |               |              |               |              |   |   |           |           |           |           |  |  |       |       |  |
|  | Málaga             | 1          | 2          | 3          |  |  |                   |               |                 |               |   |   | Real Madrid   | 1            | 2             | 3            |   |   |           |           |           |           |  |  |       |       |  |
|  | L’Hospitalet       | 0          | 0          | 0          |  |  |                   |               | Barcelona       | 2             | 2 | 4 |               |              |               |              |   |   |           |           |           |           |  |  |       |       |  |
|  | Barcelona          | 1          | 9          | 10         |  |  | Barcelona         | 4             | 2               | 6             |   |   |               |              |               |              |   |   |           |           |           |           |  |  |       |       |  |
|  | Almería            | 1          | 1          | 2          |  |  | Osasuna           | 0             | 1               | 1             |   |   |               |              |               |              |   |   |           |           |           |           |  |  |       |       |  |
|  | Osasuna            | 3          | 1          | 4          |  |  |                   |               |                 |               |   |   |               |              |               |              |   |   |           |           |           |           |  |  |       |       |  |

## Legjobb 32
| 1. csapat           | Össz.     | 2. csapat          | 1. mérk. | 2. mérk. |
| ------------------- | --------- | ------------------ | -------- | -------- |
| Ponferradina        | 1–7       | Real Madrid        | 0–2      | 1–5      |
| Celta               | 2–4       | Espanyol           | 0–0      | 2–4      |
| Mallorca            | 2–1       | Gijón              | 0–1      | 2–0      |
| San Roque           | 1–3       | Sevilla            | 0–1      | 1–2      |
| Albacete            | 3–1       | Atlético de Madrid | 2–1      | 1–0      |
| Mirandés            | 3–1       | Villarreal         | 1–1      | 2–0      |
| Almería             | 2–4       | Osasuna            | 1–3      | 1–1      |
| Alcorcón            | 3–1       | Zaragoza           | 1–1      | 2–0      |
| Córdoba             | 2–2(i)    | Betis              | 1–0      | 1–2      |
| Deportivo La Coruña | 4–5(h.u.) | Levante            | 3–1      | 1–4      |
| Racing Santander    | 6–6(i)    | Rayo Vallecano     | 3–2      | 3–4      |
| Getafe              | 2–3       | Málaga             | 0–1      | 2–2      |
| Real Sociedad       | 5–3       | Granada            | 4–1      | 1–2      |
| Real Oviedo CF      | 0–2       | Athletic Club      | 0–1      | 0–1      |
| Cádiz               | 0–4       | Valencia           | 0–0      | 0–4      |
| L’Hospitalet        | 0–10      | Barcelona          | 0–1      | 0–9      |

### Első mérkőzések
| 2011. november 9. 22:00 |

| L’Hospitalet | 0–1               | Barcelona   |
| ------------ | ----------------- | ----------- |
|              | (0–1) Jegyzőkönyv | Iniesta 41' |

| La Feixa Llarga, L’Hospitalet de Llobregat Nézőszám: 2500 Játékvezető: Carlos Del Cerro Grande |

| 2011. december 8. 20:00 |

| Albacete                       | 2–1               | Atlético de Madrid |
| ------------------------------ | ----------------- | ------------------ |
| Calle 31' (11-esből) Zurdo 62' | (1–0) Jegyzőkönyv | Adrián 70'         |

| Carlos Belmonte, Albacete Nézőszám: 13000 Játékvezető: José Antonio Teixeira Vitienes |

| 2011. december 8. 22:00 |

| Real Oviedo | 0–1               | Athletic Club |
| ----------- | ----------------- | ------------- |
|             | (0–1) Jegyzőkönyv | de Marcos 11' |

| Carlos Tartiere, Oviedo Nézőszám: 15000 Játékvezető: José Luis González González |

| 2011. december 13. 20:00 |

| Cádiz | 0–0               | Valencia |
| ----- | ----------------- | -------- |
|       | (0–0) Jegyzőkönyv |          |

| Ramón de Carranza, Cádiz Nézőszám: 6635 Játékvezető: Eduardo Iturralde González |

| 2011. december 13. 20:00 |

| Ponferradina | 0–2               | Real Madrid              |
| ------------ | ----------------- | ------------------------ |
|              | (0–1) Jegyzőkönyv | Callejón 29' Ronaldo 74' |

| El Toralín, Ponferrada Nézőszám: 8500 Játékvezető: Ignacio Iglesias Villanueva |

| 2011. december 13. 21:00 |

| Mirandés   | 1–1               | Villarreal |
| ---------- | ----------------- | ---------- |
| Arroyo 26' | (1–0) Jegyzőkönyv | Valero 74' |

| Anduva, Miranda de Duero Nézőszám: 4100 Játékvezető: Fernando Teixeira Vitienes |

| 2011. december 13. 21:00 |

| Almería   | 1–3               | Osasuna                                          |
| --------- | ----------------- | ------------------------------------------------ |
| Silva 75' | (0–3) Jegyzőkönyv | Lekić 16' Nekounam 31' (11-esből) Annunziata 40' |

| Juegos Mediterráneos, Almería Nézőszám: 2011 Játékvezető: Miguel Ángel Pérez Lasa |

| 2011. december 13. 21:00 |

| Alcorcón  | 1–1               | Zaragoza |
| --------- | ----------------- | -------- |
| Riera 22' | (1–1) Jegyzőkönyv | Ortiz 7' |

| Santo Domingo, Alcorcón (Madrid) Nézőszám: 2500 Játékvezető: César Muñiz Fernández |

| 2011. december 13. 21:00 |

| Celta Vigo | 0–0               | Espanyol |
| ---------- | ----------------- | -------- |
|            | (0–0) Jegyzőkönyv |          |

| Balaídos, Vigo Nézőszám: 5000 Játékvezető: Pedro José Pérez Montero |

| 2011. december 13. 21:00 |

| Córdoba       | 1–0               | Real Betis |
| ------------- | ----------------- | ---------- |
| Pepe Díaz 90' | (0–0) Jegyzőkönyv |            |

| Nuevo Arcángel, Córdoba Nézőszám: 7300 Játékvezető: Carlos Delgado Ferreiro |

| 2011. december 13. 21:00 |

| Deportivo                | 3–1               | Levante    |
| ------------------------ | ----------------- | ---------- |
| Álvarez 13' Saúl 36' 79' | (2–0) Jegyzőkönyv | Aranda 78' |

| Riazor, A Coruña Nézőszám: 10000 Játékvezető: Javier Estrada Fernández |

| 2011. december 13. 21:00 |

| Mallorca | 0–1               | Gijón     |
| -------- | ----------------- | --------- |
|          | (0–0) Jegyzőkönyv | Muñiz 84' |

| Son Moix, Palma de Mallorca Nézőszám: 6400 Játékvezető: Alfonso Álvarez Izquierdo |

| 2011. december 13. 21:00 |

| Racing                      | 3–2               | Rayo Vallecano       |
| --------------------------- | ----------------- | -------------------- |
| Stuani 6' 82' Nahuelpan 88' | (1–1) Jegyzőkönyv | Míchel 44' Michu 63' |

| El Sardinero, Santander Nézőszám: 5000 Játékvezető: Javier Turienzo Álvarez |

| 2011. december 13. 21:00 |

| Getafe | 0–1               | Málaga     |
| ------ | ----------------- | ---------- |
|        | (0–0) Jegyzőkönyv | Juanmi 84' |

| Alfonso Pérez, Getafe (Madrid) Nézőszám: 5000 Játékvezető: Alberto Undiano Mallenco |

| 2011. december 13. 21:00 |

| Real Sociedad                        | 4–1               | Granada   |
| ------------------------------------ | ----------------- | --------- |
| Griezmann 4' Prieto 7' 63' Ifrán 90' | (2–0) Jegyzőkönyv | Geijo 72' |

| Anoeta, Donostia Nézőszám: 18000 Játékvezető: Miguel Ángel Ayza Gámez |

| 2011. december 13. 22:00 |

| San Roque | 0–1               | Sevilla     |
| --------- | ----------------- | ----------- |
|           | (0–1) Jegyzőkönyv | Kanouté 11' |

| Ciudad de Lepe, Lepe Nézőszám: 2500 Játékvezető: Carlos Velasco Carballo |

### Visszavágók
| 2011. december 20. 20:00 |

| Real Madrid                                      | 5–1               | Ponferradina |
| ------------------------------------------------ | ----------------- | ------------ |
| Callejón 25' 88' Şahin 45' Varane 49' Joselu 79' | (2–0) Jegyzőkönyv | Acorán 53'   |

| Santiago Bernabéu, Madrid Nézőszám: 52000 Játékvezető: Miguel Ángel Ayza Gámez |

| 2011. december 20. 20:00 |

| Espanyol                                                 | 4–2               | Celta             |
| -------------------------------------------------------- | ----------------- | ----------------- |
| Weiss 30' Álvaro 48' Mallo 57' (öngól) Sergio García 68' | (1–0) Jegyzőkönyv | Rodríguez 62' 90' |

| Cornellà-El Prat, Barcelona Nézőszám: 11410 Játékvezető: Carlos Velasco Carballo |

| 2011. december 20. 20:00 |

| Sporting | 0–2               | RCD Mallorca                  |
| -------- | ----------------- | ----------------------------- |
|          | (0–1) Jegyzőkönyv | Menéndez 19' (öngól) Nsue 70' |

| El Molinón, Gijón Nézőszám: 6000 Játékvezető: David Fernández Borbalán |

| 2011. december 20. 22:00 |

| Sevilla                    | 2–1               | San Roque |
| -------------------------- | ----------------- | --------- |
| Kanouté 53' (11-esből) 62' | (0–0) Jegyzőkönyv | Adri 79'  |

| Ramón Sánchez Pizjuán, Sevilla Nézőszám: 10000 Játékvezető: Fernando Teixeira Vitienes |

| 2011. december 21. 20:00 |

| Atlético de Madrid | 0–1               | Albacete |
| ------------------ | ----------------- | -------- |
|                    | (0–1) Jegyzőkönyv | Curto 1' |

| Vicente Calderón, Madrid Nézőszám: 15000 Játékvezető: Alfonso Álvarez Izquierdo |

| 2011. december 21. 21:00 |

| Villarreal | 0–2               | Mirandés        |
| ---------- | ----------------- | --------------- |
|            | (0–0) Jegyzőkönyv | Infante 60' 87' |

| El Madrigal, Vila-real Nézőszám: 12000 Játékvezető: Miguel Ángel Pérez Lasa |

| 2011. december 21. 21:00 |

| Osasuna   | 1–1               | Almería    |
| --------- | ----------------- | ---------- |
| Lamah 79' | (0–0) Jegyzőkönyv | Goitom 85' |

| Reyno de Navarra, Pamplona Nézőszám: 8801 Játékvezető: Carlos Del Cerro Grande |

| 2011. december 21. 21:00 |

| Real Zaragoza | 0–2               | Alcorcón            |
| ------------- | ----------------- | ------------------- |
|               | (0–0) Jegyzőkönyv | Riera 86' Quini 89' |

| La Romareda, Zaragoza Nézőszám: 4000 Játékvezető: Ignacio Iglesias Villanueva |

| 2011. december 21. 21:00 |

| Real Betis     | 2–1               | Córdoba   |
| -------------- | ----------------- | --------- |
| Molina 34' 54' | (1–1) Jegyzőkönyv | Borja 17' |

| Benito Villamarín, Sevilla Nézőszám: 27000 Játékvezető: Eduardo Iturralde González |

| 2011. december 21. 21:00 |

| Levante                                         | 4–1 (h.u.)        | Deportivo              |
| ----------------------------------------------- | ----------------- | ---------------------- |
| El Zhar 14' Ballesteros 37' Rubén 79' Koné 100' | (2–1) Jegyzőkönyv | Álvarez 24' (11-esből) |

| Ciutat de València, Valencia Nézőszám: 8500 Játékvezető: José Luis Paradas Romero |

| 2011. december 21. 21:00 |

| Rayo Vallecano                                          | 4–3               | Racing                                |
| ------------------------------------------------------- | ----------------- | ------------------------------------- |
| Torrejón 33' (öngól) Michu 36' Delibašić 40' Tamudo 61' | (3–1) Jegyzőkönyv | Dziólisz 8' Stuani 52' 73' (11-esből) |

| Vallecas, Madrid Nézőszám: 8050 Játékvezető: Carlos Delgado Ferreiro |

| 2011. december 21. 21:00 |

| Málaga                            | 2–2               | Getafe                         |
| --------------------------------- | ----------------- | ------------------------------ |
| van Nistelrooy 45' Buonanotte 86' | (1–0) Jegyzőkönyv | Caballero 53' (öngól) Mané 79' |

| La Rosaleda, Málaga Nézőszám: 6000 Játékvezető: Carlos Clos Gómez |

| 2011. december 21. 21:00 |

| Granada                           | 2–1               | Real Sociedad |
| --------------------------------- | ----------------- | ------------- |
| Siqueira 19' (11-esből) Geijo 66' | (1–0) Jegyzőkönyv | Agirretxe 83' |

| Los Cármenes, Granada Nézőszám: 18000 Játékvezető: Antonio Miguel Mateu Lahoz |

| 2011. december 21. 22:00 |

| Athletic Club | 1–0               | Real Oviedo |
| ------------- | ----------------- | ----------- |
| Herrera 73'   | (0–0) Jegyzőkönyv |             |

| San Mamés, Bilbao Nézőszám: 18000 Játékvezető: José Antonio Teixeira Vitienes |

| 2011. december 22. 20:00 |

| Valencia                                        | 4–0               | Cádiz |
| ----------------------------------------------- | ----------------- | ----- |
| Víctor Ruiz 4' Jonas 26' Soldado 40' Banega 67' | (3–0) Jegyzőkönyv |       |

| Mestalla, Valencia Nézőszám: 20000 Játékvezető: Javier Estrada Fernández |

| 2011. december 22. 20:00 |

| Barcelona                                                                                        | 9–0               | L’Hospitalet |
| ------------------------------------------------------------------------------------------------ | ----------------- | ------------ |
| Pedro 12' (11-esből) Iniesta 20' Thiago 23' 55' (11-esből) Xavi 36' Tello 43' 64' Cuenca 49' 81' | (5–0) Jegyzőkönyv |              |

| Camp Nou, Barcelona Nézőszám: 56480 Játékvezető: José Luis González González |

## Nyolcaddöntő
A nyolcad-, negyed- és elődöntők sorsolását 2011. december 23-án tartották, ugyancsak a madridi La Ciudad del Fútbolban.
Az első mérkőzéseket január 3-án, 4-én vagy 5-én került sor, a visszavágókat egy héttel később rendezték.
| 1. csapat     | Össz.  | 2. csapat        | 1. mérk. | 2. mérk. |
| ------------- | ------ | ---------------- | -------- | -------- |
| Real Sociedad | 3–6    | Mallorca         | 2–0      | 1–6      |
| Mirandés      | 3–1    | Racing Santander | 2–0      | 1–1      |
| Real Madrid   | 4–2    | Málaga           | 3–2      | 1–0      |
| Alcorcón      | 2–5    | Levante          | 2–1      | 0–4      |
| Córdoba       | 4–5    | Espanyol         | 2–1      | 2–4      |
| Valencia      | 2–2(a) | Sevilla          | 1–0      | 1–2      |
| Albacete      | 0–4    | Athletic Club    | 0–0      | 0–4      |
| Barcelona     | 6–1    | Osasuna          | 4–0      | 2–1      |

### Első mérkőzések
| 2012. január 3. 20:00 |

| Albacete | 0–0               | Athletic Club |
| -------- | ----------------- | ------------- |
|          | (0–0) Jegyzőkönyv |               |

| Carlos Belmonte, Albacete Nézőszám: 13000 Játékvezető: Antonio Miguel Mateu Lahoz |

| 2012. január 3. 21:00 |

| Mirandés                | 2–0               | Racing |
| ----------------------- | ----------------- | ------ |
| Infante 33' Martins 45' | (2–0) Jegyzőkönyv |        |

| Anduva, Miranda de Ebro Nézőszám: 4100 Játékvezető: César Muñiz Fernández |

| 2012. január 3. 21:00 |

| Alcorcón             | 2–1               | Levante      |
| -------------------- | ----------------- | ------------ |
| Borja 13' Nagore 51' | (1–1) Jegyzőkönyv | Pallardó 23' |

| Santo Domingo, Alcorcón (Madrid) Nézőszám: 2500 Játékvezető: Pedro Jesús Pérez Montero |

| 2012. január 3. 22:00 |

| Real Madrid                         | 3–2               | Málaga                    |
| ----------------------------------- | ----------------- | ------------------------- |
| Khedira 68' Higuaín 69' Benzema 77' | (0–2) Jegyzőkönyv | Sánchez 9' Demichelis 28' |

| Santiago Bernabéu, Madrid Nézőszám: 80000 Játékvezető: Fernando Teixeira Vitienes |

| 2012. január 4. 20:00 |

| Real Sociedad              | 2–0               | Mallorca |
| -------------------------- | ----------------- | -------- |
| Aranburu 17' Agirretxe 55' | (1–0) Jegyzőkönyv |          |

| Estadio Anoeta, Donostia Nézőszám: 23000 Játékvezető: José Luis Paradas Romero |

| 2012. január 4. 20:00 |

| Barcelona                      | 4–0               | Osasuna |
| ------------------------------ | ----------------- | ------- |
| Fàbregas 12' 18' Messi 72' 91' | (2–0) Jegyzőkönyv |         |

| Camp Nou, Barcelona Nézőszám: 60000 Játékvezető: David Fernández Borbalán |

| 2012. január 4. 20:00 |

| Córdoba                 | 2–1               | Espanyol          |
| ----------------------- | ----------------- | ----------------- |
| Borja 81' Caballero 85' | (0–1) Jegyzőkönyv | Sergio García 39' |

| Nuevo Arcángel, Córdoba Nézőszám: 19311 Játékvezető: Alberto Undiano Mallenco |

| 2012. január 4. 22:00 |

| Valencia  | 1–0               | Sevilla |
| --------- | ----------------- | ------- |
| Jonas 32' | (1–0) Jegyzőkönyv |         |

| Mestalla, Valencia Nézőszám: 38000 Játékvezető: Javier Turienzo Álvarez |

### Visszavágók
| 2012. január 10. 20:00 |

| Mallorca                                          | 6–1               | Real Sociedad |
| ------------------------------------------------- | ----------------- | ------------- |
| Castro 34' 41' Hemed 36' 59' Nunes 38' Alfaro 53' | (4–1) Jegyzőkönyv | Ifrán 16'     |

| Son Moix, Palma de Mallorca Nézőszám: 6500 Játékvezető: Miguel Ángel Ayza Gámez |

| 2012. január 10. 21:00 |

| Racing      | 1–1               | Mirandés               |
| ----------- | ----------------- | ---------------------- |
| Munitis 34' | (1–1) Jegyzőkönyv | Infante 72' (11-esből) |

| El Sardinero, Santander Nézőszám: 8000 Játékvezető: Eduardo Iturralde González |

| 2012. január 10. 21:00 |

| Málaga | 0–1               | Real Madrid |
| ------ | ----------------- | ----------- |
|        | (0–0) Jegyzőkönyv | Benzema 72' |

| La Rosaleda, Málaga Nézőszám: 27000 Játékvezető: Miguel Ángel Pérez Lasa |

| 2012. január 11. 20:00 |

| Levante                                    | 4–0               | Alcorcón |
| ------------------------------------------ | ----------------- | -------- |
| Barkero 23' Roger 45' Iborra 52' Rubén 66' | (2–0) Jegyzőkönyv |          |

| Ciutat de València, Valencia Nézőszám: 10127 Játékvezető: Alfonso Álvarez Izquierdo |

| 2012. január 11. 21:00 |

| Espanyol                    | 4–2               | Córdoba                   |
| --------------------------- | ----------------- | ------------------------- |
| Álvaro 9' 20' 88' Dídac 36' | (3–1) Jegyzőkönyv | Alberto 40' Pepe Díaz 49' |

| Cornellà-El Prat, Barcelona Nézőszám: 15000 Játékvezető: Carlos Clos Gómez |

| 2012. január 11. 22:00 |

| Sevilla                        | 2–1               | Valencia    |
| ------------------------------ | ----------------- | ----------- |
| Rakitić 70' Víctor 91' (öngól) | (0–0) Jegyzőkönyv | Soldado 66' |

| Ramón Sánchez Pizjuán, Sevilla Nézőszám: 25000 Játékvezető: José Antonio Teixeira Vitienes |

| 2012. január 12. 20:00 |

| Athletic Club                                    | 4–0               | Albacete |
| ------------------------------------------------ | ----------------- | -------- |
| Susaeta 24' Herrera 65' Toquero 78' San José 86' | (1–0) Jegyzőkönyv |          |

| San Mamés, Bilbao Nézőszám: 18000 Játékvezető: Javier Estrada Fernández |

| 2012. január 12. 22:00 |

| Osasuna   | 1–2               | Barcelona                    |
| --------- | ----------------- | ---------------------------- |
| Lekić 40' | (1–0) Jegyzőkönyv | Alexis 48' Sergi Roberto 71' |

| Reyno de Navarra, Pamplona Nézőszám: 12488 Játékvezető: Carlos Velasco Carballo |

## Negyeddöntő
| 1. csapat     | Össz.  | 2. csapat | 1. mérk. | 2. mérk. |
| ------------- | ------ | --------- | -------- | -------- |
| Espanyol      | 4–4(a) | Mirandés  | 3−2      | 1−2      |
| Athletic Club | 3−0    | Mallorca  | 2−0      | 1−0      |
| Real Madrid   | 3–4    | Barcelona | 1−2      | 2–2      |
| Valencia      | 7−1    | Levante   | 4−1      | 3−0      |

### Első mérkőzések
| 2012. január 17. 21:00 |

| Espanyol                          | 3–2               | Mirandés               |
| --------------------------------- | ----------------- | ---------------------- |
| Weiss 85' Rui Fonte 87' Verdú 89' | (0–1) Jegyzőkönyv | Arroyo 29' Infante 78' |

| Cornellà-El Prat, Barcelona Nézőszám: 22000 Játékvezető: Antonio Miguel Mateu Lahoz |

| 2012. január 18. 20:00 |

| Athletic Club            | 2–0               | Mallorca |
| ------------------------ | ----------------- | -------- |
| Llorente 35' Muniain 59' | (1–0) Jegyzőkönyv |          |

| San Mamés, Bilbao Nézőszám: 38000 Játékvezető: José Luis González González |

| 2012. január 18. 22:00 |

| Real Madrid | 1–2               | Barcelona            |
| ----------- | ----------------- | -------------------- |
| Ronaldo 10' | (1–0) Jegyzőkönyv | Puyol 48' Abidal 78' |

| Santiago Bernabéu, Madrid Nézőszám: 85000 Játékvezető: César Muñiz Fernández |

| 2012. január 19. 21:30 |

| Valencia                                          | 4–1               | Levante  |
| ------------------------------------------------- | ----------------- | -------- |
| Jonas 24' Soldado 31' Piatti 45' Tino Costa 90+4' | (3–1) Jegyzőkönyv | Koné 37' |

| Mestalla, Valencia Nézőszám: 40000 Játékvezető: José Luis Paradas Romero |

### Visszavágók
| 2012. január 24. 21:30 |

| Mirandés                       | 2–1               | Espanyol      |
| ------------------------------ | ----------------- | ------------- |
| Infante 57' César Caneda 90+2' | (0–0) Jegyzőkönyv | Rui Fonte 47' |

| Anduva, Miranda de Ebro Nézőszám: 5858 Játékvezető: Miguel Ángel Ayza Gámez |

| 2012. január 25. 20:00 |

| Mallorca | 0–1               | Athletic Club     |
| -------- | ----------------- | ----------------- |
|          | (0–0) Jegyzőkönyv | Ramis 76' (öngól) |

| Son Moix, Palma de Mallorca Nézőszám: 11000 Játékvezető: Carlos Del Cerro Grande |

| 2012. január 25. 22:00 |

| Barcelona             | 2–2               | Real Madrid             |
| --------------------- | ----------------- | ----------------------- |
| Pedro 43' Alves 45+3' | (2–0) Jegyzőkönyv | Ronaldo 68' Benzema 72' |

| Camp Nou, Barcelona Nézőszám: 95486 Játékvezető: Fernando Teixeira Vitienes |

| 2012. január 26. 21:30 |

| Levante | 0–3               | Valencia                  |
| ------- | ----------------- | ------------------------- |
|         | (0–2) Jegyzőkönyv | Aduriz 25' Piatti 30' 86' |

| Ciutat de València, Valencia Nézőszám: 12100 Játékvezető: Ignacio Iglesias Villanueva |

## Elődöntő
| 1. csapat | Össz. | 2. csapat     | 1. mérk. | 2. mérk. |
| --------- | ----- | ------------- | -------- | -------- |
| Mirandés  | 3–8   | Athletic Club | 1–2      | 2–6      |
| Valencia  | 1–3   | Barcelona     | 1–1      | 0–2      |

### Első mérkőzések
| 2012. január 31. 22:00 |

| Mirandés       | 1–2               | Athletic Club    |
| -------------- | ----------------- | ---------------- |
| Lambarri 90+2' | (0–2) Jegyzőkönyv | Llorente 18' 27' |

| Anduva, Miranda de Ebro Nézőszám: 8000 Játékvezető: Javier Estrada Fernández |

| 2012. február 1. 21:00 |

| Valencia  | 1–1               | Barcelona |
| --------- | ----------------- | --------- |
| Jonas 27' | (1–1) Jegyzőkönyv | Puyol 35' |

| Mestalla, Valencia Nézőszám: 51800 Játékvezető: José Luis González González |

### Visszavágók
| 2012. február 7. 22:00 |

| Athletic Club                                                              | 6–2               | Mirandés       |
| -------------------------------------------------------------------------- | ----------------- | -------------- |
| Muniain 11' Susaeta 14' Aurtenetxe 23' Llorente 71' 75' Caneda 88' (öngól) | (3–0) Jegyzőkönyv | Blanco 58' 86' |

| San Mamés, Bilbao Nézőszám: 39000 Játékvezető: Alberto Undiano Mallenco |

| 2012. február 7. 22:00 |

| Barcelona             | 2–0               | Valencia |
| --------------------- | ----------------- | -------- |
| Fàbregas 16' Xavi 80' | (1–0) Jegyzőkönyv |          |

| Camp Nou, Barcelona Nézőszám: 90237 Játékvezető: David Fernández Borbalán |

## Döntő
| 2012. május 25. 22:00 |

| Athletic Club | 0–3               | Barcelona              |
| ------------- | ----------------- | ---------------------- |
|               | (0–3) Jegyzőkönyv | Pedro 3' 25' Messi 20' |

| Vicente Calderón, Madrid Játékvezető: David Fernández Borbalán |

## Góllövőlista
| Goalscorers       | Goals | Team             |
| ----------------- | ----- | ---------------- |
| Pablo Infante     | 7     | Mirandés         |
| Fernando Llorente | 5     | Athletic Club    |
| Álvaro Vázquez    | 4     | Espanyol         |
| Pedro Rodríguez   | 4     | Barcelona        |
| Christian Stuani  | 4     | Racing Santander |
| Lassad Nouioui    | 4     | Deportivo        |
| Nauzet Alemán     | 4     | Valladolid       |
| Alain Arroyo      | 3     | Mirandés         |
| Alberto Morales   | 3     | Andorra          |
| Cesc Fàbregas     | 3     | Barcelona        |
| Frédéric Kanouté  | 3     | Sevilla          |
| Lionel Messi      | 3     | Barcelona        |
| Jesús Rubio       | 3     | San Roque        |
| Jonas             | 3     | Valencia         |
| José Callejón     | 3     | Real Madrid      |
| Kabiru Akinsola   | 3     | Cádiz            |
| Oriol Riera       | 3     | Alcorcón         |
| Pablo Álvarez     | 3     | Deportivo        |
| Pablo Piatti      | 3     | Valencia         |
| Roberto Soldado   | 3     | Valencia         |
| Yuri de Souza     | 3     | Ponferradina     |
| Karim Benzema     | 3     | Real Madrid      |
| Cristiano Ronaldo | 3     | Real Madrid      |